# Мрії — особиста справа
«Мрії — особиста справа» (англ. Dreaming Is a Private Thing) — науково-фантастичне оповідання американського письменника Айзека Азімова, вперше надруковано у грудні 1955 журналом «The Magazine of Fantasy & Science Fiction». Увійшло до збірки «На Землі достатньо місця» (Earth Is Room Enough) (1957).

## Сюжет
Джесі Вейл засновник і голова компанії «Мрії», яка продукує персональні мрії — їх можна переживати, як у минулому переглядати фільми. Мрії, зазвичай, переглядають вдома, для цього купуючи чи орендуючи носії з мріями. Мрії створюють «мрійники» — обдаровані та високооплачувані професіонали, які у житті є ексцентричними самітниками, що є результатом їхнього інтенсивного тренування.
Вейл заклопотаний багатьма справами. Він проводить прослуховування 10-річного хлопця, який має талант і може стати «мрійником», якщо пройде навчання. Тим часом ФБР просить допомоги Вейла у боротьбі з підпільним виробництвом порнографічних мрій. Вейл пояснює агентам відмінність професійно створених мрій, які можуть мати багато інтерпретацій і не наскучити глядачам, від тривіальних аматорських.
Також він допомагає подолати кризу своєму найкращому «мрійнику», який хоче покинути свою професію, яка шкодить його особистому життю. Зі свого досвіду Вейл знає, що той повернеться, оскільки «мрійники» не можуть перестати мріяти. Співробітник компанії Вейла повідомляє, що конкуренти хочуть відкрити «палаци мрій», де глядачі одночасно зможуть переживати одну мрію. Вейл, не вірить в успіх такого підходу, відповідаючи, що «мрії — особиста справа».